# 带 (柔道)
带是柔道中佩戴在腰间表示段位的带子。

## 历史
日本江户时代柔术（柔道）分作100多个流派，那个时候，腰带只不过是用来遮挡上衣的，和段位没有关系。
1882年，嘉纳治五郎创立讲道馆柔道，门下聚集起来众多门徒，并且出现了杰出的人才，才开始让有段者系上黑带。
1906年（明治三十九年），大日本武德会柔术（柔道）部门在大日本武德会柔术讲习员等级以及升级规程中最早实施等级制度，开始佩戴白带和黑带。1914年（大正3年），海外的英国柔道之父小泉军治和法国柔道之父川石酒造之助也采用佩戴“带”来区分等级。

## 段位和带色
成年部（原则上13岁以上）的腰带和段位的关系如下：
| 段位                     | 带色   |
| 4级以下                  | 白带   |
| 1至3级                   | 茶带   |
| 初段至五段               | 黑带   |
| 六段至八段（女子是七段） | 红白带 |
| 九段（女子是八段）至十段 | 赤带   |

六段以上也可以是黑带。
初段需要14岁以上，不满14岁的情况如下：4级以下根据道场的不同也有差异。
| 段位   | 带色 |
| 初心者 | 白带 |
| 5级    | 黄带 |
| 4级    | 橙带 |
| 3级    | 绿带 |
| 2级    | 紫带 |
| 1级    | 茶带 |